# Albert Alberts
Albert Alberts, geschrieben als A. Alberts (* 23. August 1911 in Haarlem; † 16. Dezember 1995 in Amsterdam), war ein niederländischer Schriftsteller, Übersetzer und Journalist. Er gewann zahlreiche Auszeichnungen im Laufe seiner Karriere, darunter auch den Constantijn Huygensprijs im Jahre 1975.

## Leben
Alberts studierte Indologie an der Rijksuniversiteit te Utrecht und arbeitete nach seinem Abschluss 1936 mehrere Jahre als Beamter für das Kolonial-Ministerium in Paris. 1939 promovierte er mit einer Arbeit über den in den Jahren 1847 bis 1851 ausgetragenen Konflikt zwischen den niederländischen Politikern Jean Chrétien Baud und Johan Rudolph Thorbecke. Noch im selben Jahr schiffte er sich auf der MS Johan van Oldenbarnevelt ein und begab sich nach Niederländisch-Indien, um dort als Beamter zu bleiben. Nach seiner Internierung durch die Japaner auf Java von April 1942 bis September 1945 kehrte er 1946 in die Niederlande zurück. Hier arbeitete er zunächst als Beamter, dann ab 1953 als Redakteur von De Groene Amsterdammer. 1953 erschien sein erstes Buch: Die Insel – ein Band mit Erzählungen über den Alltag in der Kolonie.

## Ehrungen
- 1953 Prosa-Preis der Stadt Amsterdam
- 1973 Marianne-Philips-Preis
- 1975 Constantijn-Huygens-Preis
- 1994 Silberne Ehrenmedaille der Universität Utrecht
- 1995 Pieter Corneliszoon Hooft-Preis

## Werke

### Bücher
- 1938 Baud und Thorbecke 1847–1851 (Dissertation)
- 1953 De eilanden (Die Inseln)
- 1954 De bomen (Die Bäume)
- 1962 Namen noemen (Dem Namen nach)
- 1963 De Franse slag (Die französische Schlacht) auch erschienen unter dem Titel Aan Frankrijk uitgeleverd (An Frankreich ausgeliefert) und Aan Frankrijk uitgeleend (An Frankreich ausgeliehen)
- 1963 Wilhelmina, Koningin der Nederlanden (Wilhelmina, Königin der Niederlande)
- 1964 Koning Willem II
- 1964 Koning Willem III
- 1965 Johan Rudolf Thorbecke
- 1967 Laten we vrede sluiten (Lasst uns Frieden schließen)
- 1968 Het einde van een verhouding (Das Ende einer Beziehung)
- 1973 De huzaren van Castricum
- 1973 Leven op de rand (Leben am Abgrund)
- 1974 De vergaderzaal
- 1975 De Hollanders komen ons vermoorden (Die Holländer kommen, uns zu ermorden)
- 1976 Een koning die van geen nee wil horen
- 1976 Haast hebben in september (Hast im September)
- 1978 De vergaderzaal (vierde druk)
- 1979 De honden jagen niet meer
- 1979 Per mailboot naar de Oost. Reizen met de Lloyd en de Nederland tussen 1920 en 1940, Bussum, De Boer Maritiem / Unieboek (Per Postboot Richtung Osten)
- 1981 Maar geel en glanzend blijft het goud
- 1982 Het zand voor de kust van Aveiro
- 1983 De Utrechtse herinneringen van A. Alberts
- 1984 De zilveren kogel
- 1986 Inleiding tot de kennis van de ambtenaar
- 1987 Een venster op het Buitenhof
- 1989 Een kolonie is ook maar een mens (Eine Kolonie ist auch nur ein Mensch)
- 1990 Op weg naar het zoveelste Reich
- 1991 De vrouw met de parasol (Die Frau mit dem Sonnenschirm)
- 1992 Libretto voor een gewezen koningin (Libretto für eine ehemalige Königin)
- 1992 Twee jaargetijden minder (Zwei Jahreszeiten weniger)

### Filme
- 1977 De vergaderzaal (Der Konferenzraum) basiert auf A. Alberts gleichnamiger Erzählung

Regie: Kees van Iersel
- 2008 Het moeras (Der Morast) basiert auf A. Alberts gleichnamiger Erzählung[3]

Regie: BarBara Hanlo